# 항공사 연표
항공 연대표(航空 年代表)는 전 세계에서 개발한 우주발사체, 미사일, 비행기 등 각종 항공우주 관련 개발의 연혁이다.

## 같이 보기
• 1783년 6월 몽골피에 형제 최초 기구비행 성공
• 1783년 11월 21일 최초의 기구 자유비행 성공
• 1785년 1월 7일 기구비행 2시간 30분 장기비행 성공
• 1861년 미국 남북전쟁중 남부 북부군간 정찰에 군사목적 기구사용
• 1903년 11월 뉴질랜드 리커드 피어스 동력장치 비행 성공주장(마을 주민 참관)
• 1903년 12월 17일 라이트 형제 동력장치 비행 성공